# Liste der Monuments historiques in Gommecourt (Yvelines)
Die Liste der Monuments historiques in Gommecourt (Yvelines) führt die Monuments historiques in der französischen Gemeinde Gommecourt auf.

## Liste der Bauwerke
| Bezeichnung                   | Beschreibung | Standort | Kennzeichnung | Schutzstatus | Datum | Bild |
| ----------------------------- | ------------ | -------- | ------------- | ------------ | ----- | ---- |
| Kirche St-Crépin-St-Crépinien |              | (Lage)   | PA00087444    | Inscrit      | 1950  |      |

## Liste der Objekte
- Monuments historiques (Objekte) in Gommecourt (Yvelines) in der Base Palissy des französischen Kultusministeriums